# Claudicuma platensis
Claudicuma platensis är en kräftdjursart som beskrevs av Daniel Roccatagliata 1981. Claudicuma platensis ingår i släktet Claudicuma och familjen Nannastacidae. Inga underarter finns listade i Catalogue of Life.